# Придорожне газове родовище
Придорожне газове родовище — належить до Індоло-Кубанської нафтогазоносної області Південного нафтогазоносногу регіону України.

## Опис
Розташоване на північному сході Керченського півострова за 15 км від м. Керчі.
Знаходиться в межах Восходівської зони антиклінальних складок Індоло-Кубанського прогину. Геологічна структура виявлена у 1926-27 рр. Розвідана в 1981-84 рр. Перший приплив газу одержано у 1992 р. з відкладів нижнього майкопу в інтервалі 4955-4967 м. Газоносні г.п. представлені різнозернистими пісковиками та аргілітами палеогену та неогену. Ефективна товщина 10-15 м.
Поклад газу склепінчастий, пластовий, тектонічно екранований. Запаси газу початкові видобувні категорій А+В+С1 — 1008 млн. м³.